# El Remolar-Filipines
L'estany del Remolar i les maresmes de les Filipines constitueixen una de les principals zones humides del Delta del Llobregat.
Anteriorment formava part d'aquesta zona humida el sector conegut com a Pas de les Vaques, destruït a conseqüència de les obres d'ampliació de l'aeroport del Prat. L'estany del Remolar data del segle xi i era una antiga desembocadura o gola del riu Llobregat. El Braç de la Vidala, també situat dins d'aquest espai, és un braç de l'estany del Remolar, que ja apareix en alguns mapes del segle xix i que va ser ampliat, entre els anys 50 i 60, mitjançant el buidatge del terreny. Avui dia aquest nou braç es troba del tot naturalitzat, però el seu estat de conservació es ressent de l'entrada d'aigua eutrofitzada, provinent dels regadius.
La vegetació de l'espai és formada sobretot per jonqueres, prats humits i salicornars arbustius i herbacis, així com per fragments de tamarigars i pinedes litorals. Als marges del Remolar i la Vidala apareixen també canyissars i canyars. Pel que fa a la flora, s'hi ha citat espècies com el jonc bord (Triglochin maritima), la gencianàcia Centaurium spicatum, la ranunculàcia Ranunculus peltatus, la gramínia Crypsis aculeata, la poligonàcia Polygonium salicifolium, algunes orquídees, com Ophrys speculum i Serapias parviflora, i algunes caròfites, com Chara aspera, Tolypella glomerata i Tolypella hispanica. També destaquen espècies com el narcís serotí (Narcissus serotinus) i el lliri groc (Iris pseudacorus).
Pel que fa als hàbitats d'interès comunitari, a la zona hi apareixen els següents, segons la cartografia dels hàbitats:
- 1150 Llacunes litorals,
- 1320 Espartinars,
- 1410 Prats i jonqueres halòfils mediterranis (Juncetalia maritimi),
- 1420 Matollars halòfils mediterranis i termoatlàntics (Sarcocornetea fruticosae),
- 2110 Dunes movents embrionàries,
- 2120 Dunes movents del cordó litoral, amb borró (Ammophila arenaria),
- 2190 Depressions humides interdunars,
- 2210 Dunes litorals fixades, amb comunitats del Crucianellion maritimae,
- 6420 Jonqueres i herbassars graminoides humits, mediterranis, del Molinio-Holoschoenion,
- 92D0 Bosquines i matollars meridionals de rambles, rieres i llocs humits (Nerio-Tamaricetea)
- 9540 Pinedes mediterrànies. S'hi havia citat també l'hàbitat 3140 Aigües estagnants oligomesotròfiques, dures, amb vegetació bentònica de carofícies.

Pel que fa als ocells, destaca la presència d'importants poblacions d'anàtides i limícoles a l'hivern, així com d'espècies
com la boscarla mostaxuda (Acrocephalus melanopogon) i el cabusset (Tachybaptus ruficollis). Destaquen les colònies reproductores de bec d'alena (Himantopus himantopus), d'importància internacional. També s'hi ha vist criant, per exemple, el rascló (Rallus aquaticus), el rascletó (Porzana parva), l'arpella (Circus aeruginosus) i l'agró roig (Ardea purpur).